# 片马假瘤蕨
片马假瘤蕨（学名：Phymatopteris pianmaensis），为水龙骨科假瘤蕨属下的一个种。

## 扩展阅读
維基物種上的相關：片马假瘤蕨